# Hamada Hirosuke
Hamada Hirosuke (jap. 浜田 広介, Kyūjitai 濱田 廣介; * 25. Mai 1893 in Takahata, Präfektur Yamagata; † 17. November 1973) war ein japanischer Autor von Kinder- und Jugendbüchern. Er war ein Zeitgenosse von Kenji Miyazawa und er ist noch heute als „Andersen Japans“ bekannt. Er war zudem Mitbegründer und, von 1961 bis 1973, der erste Vorsitzende des „Verbandes japanischer Kinderbuchautoren“ (日本児童文芸家協会, Nihon jidō bungeika kyōkai). Sein Werk gehört mit dem von Tsubota Jōji und Mimei Ogawa in Anlehnung an die Bezeichnung für die Throninsignien Japans, zu den drei Kostbarkeiten der Kinderbuchliteratur.

## Leben und Werk
Hirosuke studierte, nachdem er die Mittelschule Yonezawa besucht hatte, von 1914 an Anglistik an der Waseda-Universität. Vom ersten Studienjahr an veröffentlichte er eigene Werke zunächst in der Zeitschrift „Yorozu Chōhō“ (萬朝報), dann in der „Asahi Shimbun Osaka“ (大阪朝日新聞). 1918 erhielt er den Kitamura Tōkoku Preis und entschloss sich kurze Zeit darauf Kinderbuchautor zu werden. Nach dem Abschluss des Studiums arbeitet Hirosuke in der Redaktion für zwei Kinderzeitschriften des Verlags Kodomo. 1925 gründete er die Sōdai dōwakai (早大童話会), eine Arbeitsgruppe an der Waseda-Universität zur Untersuchung von Märchen und Jugendliteratur. Es folgten weitere Auszeichnungen darunter etwa der Noma-Literaturpreis 1942. Zuletzt mussten Hirosuke und Mimei schmerzlich erleben, dass sie 1953 von dem Forscher Shin Torigoe und dem Kritiker Taruhi Furuta in ihrem „Manifest der Jugendliteratur“ (少年文学宣言, shōnen bungaku sengen) als alte Kinderbuchliteratur abgelehnt wurden.
Zu Ehren Hirosukes wurde in seiner Geburtsstadt in Takahata die Hamada-Hirosuke-Gedenkstätte errichtet. Zudem wird seit 1989 der Hirosuke-Märchen-Preis (ひろすけ童話賞, Hirosuke dōwashō) für Kinderliteratur vergeben.

## Werke (Auswahl)
- 1941 Ryū no me no namida (竜の目の涙)
- 1948–50 Hirosuke dōwa senshū (ひろすけ童話選集), sechs Bände
- 1969 Dōwa bungaku to jinsei (童話文学と人生)